# Брокас, Бернард (заговорщик)
Сэр Бернард Брокас (англ. Sir Bernard Brocas; 1354 — 5 февраля 1400, Тауэр-Хилл, Лондон, Королевство Англия) — английский рыцарь, участник Крещенского заговора, целью которого было вернуть корону Ричарду II. После поражения был казнён.

## Биография
Бернард Брокас принадлежал к рыцарскому роду из Беркшира и родился в 1354 году. Его отец, носивший то же имя, был близким другом Чёрного принца. Благодаря этому Бернард-младший рано познакомился и сблизился с сыном Эдуарда Ричардом Бордоским, ставшим королём под именем Ричард II. К 1385 году Брокас унаследовал большую часть поместий своей матери, Агнес Вавасур; к 1390 году он был рыцарем на королевской службе. В 1395 году, после смерти отца, сэр Бернард унаследовал семейные владения и должность смотрителя королевских псарен. В 1396 году он выполнял обязанности мирового судьи в Хэмпшире. В 1399 году, когда Генрих Болингброк сверг Ричарда II, Брокас стал участником заговора, целью которого было вернуть престол законному королю. Заговорщики хотели арестовать Генриха в Виндзорском замке, но их затея провалилась. Они бежали в западные графства, в Сайренсестере (Глостершир) были арестованы. Часть из них была убита в том же городе местными жителями, но Брокаса привезли в Лондон для суда. Он был приговорён к смерти за измену и казнён 5 февраля 1400 года.
Сэр Бернард был женат на Джоан Мидлтон, дочери сэра Томаса Мидлтона. В этом браке родились двое детей, Уильям и Кэтрин, жена Роберта де ла Мара.